# Ata-Meken
Ata-Meken (« Patrie », Ата-Мекен Социалисттик Партиясы) est un parti politique au Kirghizistan, membre observateur de l'Internationale socialiste. Son président actuel est le fondateur Omourbek Tekebaïev, ancien président du Parlement kirghize. Le parti a été enregistré le 16 décembre 1992 à la suite d'une scission d'avec les conservateurs du Erkin Tekebayev.
Le programme du parti appelle à un État démocratique, des réformes économiques et au développement social. 
Le parti a soutenu Omourbek Tekebaïev en 2000 à l'élection présidentielle, où il est arrivé second avec 14 %. Le 20 mai 2004, le parti a rejoint l'Alliance électorale pour des élections honnêtes dans la préparation des élections parlementaires de février 2005.
Le parti a remporté un siège au premier tour des élections parlementaires de 2005. Toutefois, après la Révolution des Tulipes de 2005, l'avenir du parti reste flou. Il a pris une orientation sociale-démocrate libérale et pro-occidentale.
Ata-Meken a remporté 5,6% des votes aux élections législatives de 2010 avec 18 sièges sur 120 au Parlement. Il soutient le nouveau président  Almazbek Atambaev. En baisse lors des élections législatives de 2015, Ata-Meken fait de nouveau partie de la coalition gouvernementale.